# N'Tonhéla
N'Tonhéla est une localité située dans le département de Kampti de la province du Poni dans la région Sud-Ouest au Burkina Faso.

## Géographie
N'Tonhéla se trouve à environ 10 km au nord-ouest du centre de Kampti, le chef-lieu du département, et de la route nationale 12.

## Santé et éducation
Le centre de soins le plus proche de N'Tonhéla est le centre médical de Kampti tandis que le centre hospitalier régional (CHR) de la province se trouve à Gaoua.